# Ellen Posthumus
Ellen Posthumus (Amsterdam, 9 agosto 1960) è un'ex cestista olandese.

## Carriera
Con la Paesi Bassi ha disputato i Campionati mondiali del 1979 e i Campionati europei del 1978).